# Rolf Gehring
Rolf Gehring (* 25. November 1955 in Düsseldorf) ist ein ehemaliger deutscher Tennisspieler.

## Karriere
Während seiner Karriere von Mitte der 70er bis Mitte der 80er Jahre gehörte Gehring zur Spitze im deutschen Profitennis und war insbesondere von Mitte 1980 bis 1982 der international erfolgreichste deutsche Tennisspieler. Er hielt sich ab Ende 1978 über 3 Jahre kontinuierlich zwischen Position 30 und 57 der ATP-Weltrangliste, davon ein Jahr lang in den Top 30ern. Seine Top-Platzierung erreichte Gehring im November 1981 mit Rang 30 in der Welt.
Turniersiege feierte er 1980 in München (German Open) mit einem Viersatz-Sieg gegen Christophe Freyss und 1983 in Essen (Challenger). Die Finale von ATP-Turnieren erreichte er in Bogota im Jahr 1978, wo er in vier Sätzen gegen Victor Pecci verlor, und in Buenos Aires im Jahr 1980, wo er in fünf Sätzen gegen José Luis Clerc verlor.
Seinen wertvollsten Erfolg erzielte er als Ungesetzter mit dem Zweitrundensieg über den an Nummer eins gesetzten Weltranglistenersten Björn Borg im WCT Brussels Indoor Turnier am 12. März 1981. Er besiegte anschließend noch den an Nummer vier gesetzten Inder Vijay Amritraj und unterlag im Halbfinale dem US-Amerikaner Brian Gottfried, der im Finale von Jimmy Connors geschlagen wurde.
Zwischen 1979 und 1982 bestritt Gehring sechs Partien für die deutsche Davis-Cup-Mannschaft. Von elf Partien im Einzel gewann er vier, von drei Doppelpartien eine.
Er errang den Titel des Deutschen Meisters in den Jahren 1981 und 1985.

## Erfolge

### Einzel

#### Turniersiege

##### ATP Tour
| Nr. | Datum        | Turnier | Belag | Finalgegner       | Ergebnis           |
| --- | ------------ | ------- | ----- | ----------------- | ------------------ |
| 1.  | 25. Mai 1980 | München | Sand  | Christophe Freyss | 6:2, 0:6, 6:2, 6:2 |

##### Challenger Tour
| Nr. | Datum         | Turnier | Belag | Finalgegner      | Ergebnis |
| --- | ------------- | ------- | ----- | ---------------- | -------- |
| 1.  | 10. Juli 1983 | Essen   | Sand  | José López Maeso | 6:4, 6:3 |

#### Finalteilnahmen
| Nr. | Datum             | Turnier      | Belag | Finalgegner     | Ergebnis                |
| --- | ----------------- | ------------ | ----- | --------------- | ----------------------- |
| 1.  | 19. November 1978 | Bogotá       | Sand  | Víctor Pecci    | 4:6, 6:3, 3:6, 3:6      |
| 2.  | 23. November 1980 | Buenos Aires | Sand  | José Luis Clerc | 7:6, 6:2, 5:7, 0:6, 3:6 |

### Doppel

#### Finalteilnahmen
| Nr. | Datum            | Turnier  | Belag | Partner  | Finalgegner                | Ergebnis |
| --- | ---------------- | -------- | ----- | -------- | -------------------------- | -------- |
| 1.  | 14. Februar 1982 | Richmond | Sand  | Syd Ball | Mark Edmondson Kim Warwick | 4:6, 2:6 |